# NGC 4202
NGC 4202 (również PGC 39495 lub UGC 7337) – galaktyka spiralna (Sbc), znajdująca się w gwiazdozbiorze Panny. Odkrył ją David Todd 6 lutego 1878 roku.